# Батухтин, Валентин Дмитриевич
Валенти́н Дми́триевич Бату́хтин (31 октября 1933, Новая Ляля, Новолялинский район, Уральская область, РСФСР, СССР — 14 июня 2019, Челябинск, Россия) — ректор Челябинского государственного университета. Доктор физико-математических наук, профессор. Академик, вице-президент Петровской академии наук и искусств. Лауреат Государственной премии СССР. Действительный член международной академии наук.

## Биография
Родился 31 октября 1933 года в Новой Ляле Новолялинского района Уральской области в семье служащих, потомственных крестьян Дмитрия Сидоровича и Александры Сидоровны Батухтиных.
В 1951 году в городе Серове окончил школу с медалью.
С 1951 по 1957 год обучался в Московском авиационном институте им. С. Орджоникидзе.
В 1957—1966 годах работал в Конструкторском бюро на должностях от инженера до заместителя начальника отдела.
В 1966—1987 г. занимал должности от старшего научного сотрудника до исполняющего обязанности директора Института математики и механики Уральского отделения АН СССР). C 1983 по 1987 исполняющий обязанности директора.
В 1976 году  защитил диссертацию на соискание учёной степени доктора физико-математических наук. В диссертации говорилось о разработке методов программного синтеза в дифференциальных играх.
В. Д. Батухтин скончался 14 июня 2019 года.

### Ректор
В 1987 году занял пост ректора Челябинского государственного университета.
За время ректорства с 2 до 7 увеличилось число корпусов. С 6 до 14 число факультетов. Число студентов выросло до 13000 с 2500.

### Семья
- Отец — Батухтин Дмитрий Сидорович.
- Мать — Батухтина Александра Георгиевна[1].

Женат, двое детей.

## Награды
- Орден «Знак Почёта»,
- Юбилейная медаль «За доблестный труд (За воинскую доблесть). В ознаменование 100-летия со дня рождения Владимира Ильича Ленина».
- Заслуженный деятель науки РСФСР (1985 год),
- Государственная премия СССР,
- Медаль имени Макеева[1],
- Золотая звезда Международного биографического центра (Кембридж, Великобритания[3].